# Remetea Chioarului
Remetea Chioarului es una comuna ubicada en el distrito de Maramureș, Rumania.

## Superficie
Cuenta con una superficie de 50,96 kilómetros cuadrados.

## Demografía
Hasta 2021 la población era de 2898 habitantes, con una densidad de población de 56,87 habitantes por kilómetro cuadrado.